# Coppa CERS 1991-1992
La Coppa CERS 1991-1992 è stata la 12ª edizione dell'omonima competizione europea di hockey su pista riservata alle squadre di club. Il torneo ha avuto inizio il 29 febbraio e si è concluso il 23 maggio 1992. 
Il titolo è stato conquistato dal Novara per la seconda volta nella sua storia.

## Squadre partecipanti
| Nazione        | Club            | Città               | Qualificazione                                         |
| -------------- | --------------- | ------------------- | ------------------------------------------------------ |
| Francia        | Carhaix         | Carhaix-Plouguer    | 3º in Nationale 1 1990-1991                            |
| Francia        | Gazinet-Cestas  | Cestas              | 4º in Nationale 1 1990-1991                            |
| Germania Ovest | Mönchengladbach | Mönchengladbach     | 3º in 1 Bundesliga 1991                                |
| Germania Ovest | Iserlohn        | Iserlohn            | 4º in 1 Bundesliga 1991                                |
| Germania Ovest | Weil            | Weil am Rhein       | 5º in 1 Bundesliga 1991                                |
| Italia         | Amatori Lodi    | Lodi                | 4º in Serie A1 1990-1991, semifinale play-off          |
| Italia         | Novara          | Novara              | 3º in Serie A1 1990-1991, semifinale play-off          |
| Italia         | Thiene          | Thiene              | 5º in Serie A1 1990-1991, quarti di finale play-off    |
| Portogallo     | Juventude Viana | Viana do Castelo    | 7º in 1ª Divisão 1990-1991                             |
| Portogallo     | Oliveirense     | Oliveira de Azeméis | 6º in 1ª Divisão 1990-1991                             |
| Portogallo     | Valongo         | Valongo             | 4º in 1ª Divisão 1990-1991                             |
| Spagna         | Igualada        | Igualada            | 2º in División de Honor 1990-1991, finale play-off     |
| Spagna         | Piera           | Piera               | 3º in División de Honor 1990-1991, semifinale play-off |
| Spagna         | Reus Deportiu   | Reus                | 4º in División de Honor 1990-1991, semifinale play-off |
| Svizzera       | Montreux        | Montreux            | 3º in Lega Nazionale A 1991                            |
| Svizzera       | Wimmis          | Wimmis              | 4º in Lega Nazionale A 1991                            |

## Risultati

### Ottavi di finale
| Squadra 1    | Totale  | Squadra 2       | Andata | Ritorno |
| ------------ | ------- | --------------- | ------ | ------- |
| Amatori Lodi | 6 - 5   | Montreux        | 5 - 2  | 1 - 3   |
| Carhaix      | 4 - 5   | Mönchengladbach | 4 - 2  | 0 - 3   |
| Igualada     | 10 - 7  | Reus Deportiu   | 4 - 2  | 6 - 5   |
| Iserlohn     | 4 - 13  | Valongo         | 2 - 6  | 2 - 7   |
| Novara       | 24 - 11 | Piera           | 15 - 2 | 9 - 9   |
| Oliveirense  | 18 - 8  | Gazinet-Cestas  | 13 - 4 | 5 - 4   |
| Thiene       | 16 - 5  | Wimmis          | 9 - 3  | 7 - 2   |
| Weil         | 4 - 5   | Juventude Viana | 3 - 2  | 1 - 3   |

### Quarti di finale
| Squadra 1    | Totale  | Squadra 2       | Andata | Ritorno |
| ------------ | ------- | --------------- | ------ | ------- |
| Amatori Lodi | 16 - 6  | Mönchengladbach | 7 - 4  | 9 - 2   |
| Oliveirense  | 7 - 13  | Igualada        | 5 - 7  | 2 - 6   |
| Thiene       | 16 - 10 | Juventude Viana | 11 - 4 | 5 - 6   |
| Valongo      | 2 - 10  | Novara          | 1 - 3  | 1 - 7   |

### Semifinali
| Squadra 1 | Totale          | Squadra 2    | Andata | Ritorno |
| --------- | --------------- | ------------ | ------ | ------- |
| Igualada  | 7 - 7 (5-3 dtr) | Thiene       | 6 - 3  | 1 - 4   |
| Novara    | 9 - 4           | Amatori Lodi | 9 - 2  | 0 - 2   |

### Finale
| Squadra 1 | Totale | Squadra 2 | Andata | Ritorno |
| --------- | ------ | --------- | ------ | ------- |
| Igualada  | 5 - 6  | Novara    | 4 - 2  | 1 - 4   |